# Herb gminy Strzyżewice
Herb gminy Strzyżewice – jeden z symboli gminy Strzyżewice, ustanowiony 9 października 1990, ze zmianą 9 września 2022.

## Wygląd i symbolika
Herb przedstawia na tarczy w polu czerwonym godło z herbu Abdank (którym posługiwał się ród Skarbków), a pod nim srebrną linię falistą (której nie zawierała poprzednia wersja herbu gminy).